# Agus Priyono
Agus Priyono is een Indonesisch diplomaat. Sinds 2025 is hij ambassadeur in Paramaribo.

## Biografie
Op 24 maart 2025 werd Priyono door de Indonesische president Prabowo Subianto benoemd tot ambassadeur voor Suriname en Guyana, met standplaats Paramaribo. De benoeming vond plaats tijdens een ceremonie in Jakarta waarbij in totaal 31 nieuwe diplomaten werden aangesteld.
Op 26 juni 2025 bood hij zijn geloofsbrieven aan president Chan Santokhi aan in het Presidentieel Paleis in Paramaribo. Tijdens deze gelegenheid werden concrete mogelijkheden besproken om de wederzijdse ontwikkeling te bevorderen.